# Yogen Früz
A Yogen Früz é uma cadeia canadense de lojas de iogurte congelado e de smoothies que também serve produtos alimentares alternativos saudáveis. A cadeia é gerida através de parcerias de propriedade da empresa, franchisadas e não tradicionais. A cadeia opera a nível mundial e tem a sua sede global em Markham, Ontário, na Região Metropolitana de Toronto, no Canadá.

## História

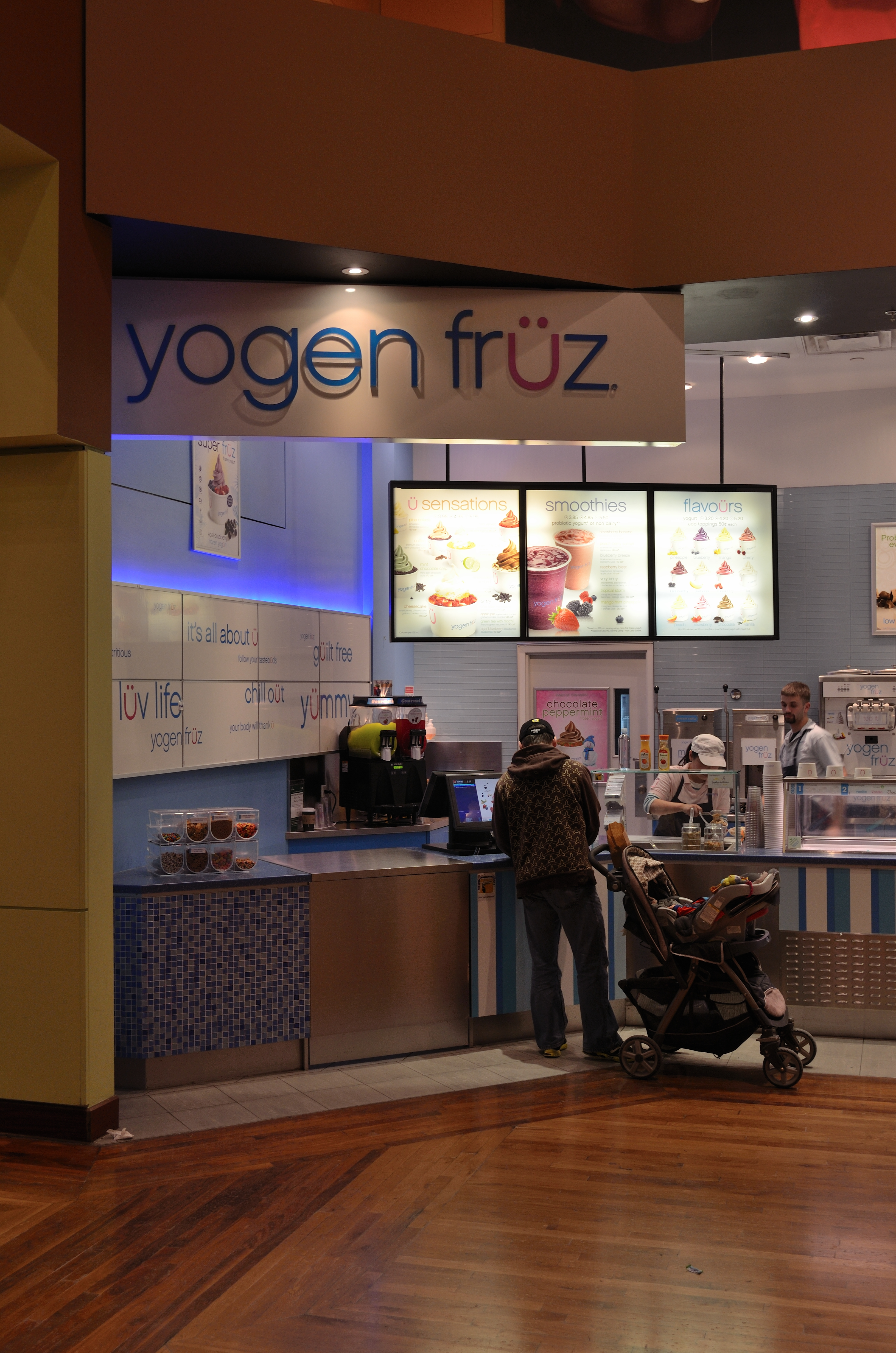
Yogen Früz em Vaughan Mills (transferida em 2014 devido à expansão do centro comercial)

A Yogen Früz foi fundada em 1986 pelos irmãos Michael Serruya e Aaron Serruya, que abriram o primeiro ponto de venda da empresa em agosto de 1986 no The Promenade Shopping Centre em Thornhill, Ontário, Canadá. O trema sobre o “u” no nome da loja é um exemplo de uma foreign branding.
A loja oferecia iogurte congelado feito por encomenda em copos, bem como batidos congelados misturados com fruta fresca; foi um sucesso e, no espaço de um ano, abriram as primeiras franquias da empresa em London, Ontário. Em 1989, a Yogen Früz franchisou a sua 100ª loja. Um irmão mais novo, Simon, juntou-se à empresa em 1989 com 18 anos, enquanto o pai vendia o seu negócio de formatação de texto para supervisionar os escritórios na Europa.
Em dezembro de 2005, a International Franchise Corp. adquiriu a Yogen Früz e a divisão de franchising da CoolBrands International.

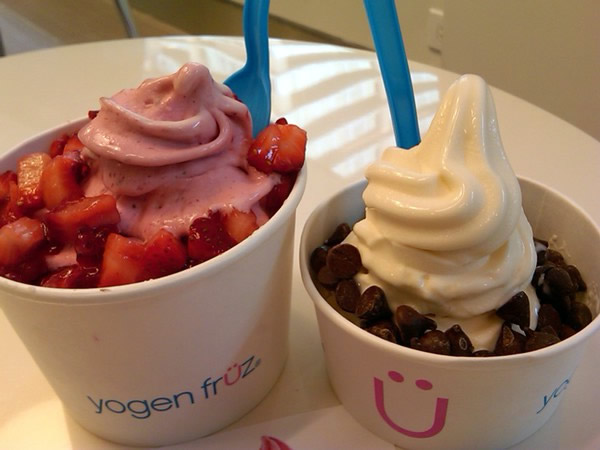
Produtos da Yogen Früz

É o maior franquiador de lojas que servem principalmente iogurte congelado, com mais de 1.300 locais a funcionar em mais de 20 países. A empresa pretende afirmar-se como um produto de estilo de vida de escolha saudável.
Em 2016, a Yogen Früz celebrou os seus 30 anos de atividade, permitindo que os clientes desenhassem o novo copo da marca. O vencedor terá “o seu design apresentado no website da empresa e receberá cinco anos de iogurte congelado gratuito ou uma bolsa de estudo de US$ 1.000”.
Atualmente, a empresa serve iogurte congelado probiótico patenteado, misturado com fruta(s) e com um serviço suave, e smoothies lácteos e não lácteos. Para o seu copo de iogurte normal, existem várias opções de iogurte de base, tais como com baixo teor de gordura e sem gordura.